# Joanna M. Shepherd
Joanna M. Shepherd är en amerikansk professor i juridik. Hon är sedan 2005 verksam vid Emory University, School of Law i Atlanta och hon installerades som professor 2014. 
Shepherd disputerade 2002 vid samma universitet, men återkom alltså till sin alma mater efter postgraduala studier vid Georgia State University och Clemson University. Shepherd fullgjorde vidare år 1997 sina grundstudier i ekonomi vid Baylor University, Waco, Texas och erhöll distinktionsbetyget summa cum laude.

## Publikationer i urval
- Uncovering the Silent Victims of the American Medical Liability System, 67, Vanderbilt Law Review 151 (2014)
- Measuring Maximizing Judges: Empirical Legal Studies, Public Choice Theory, and Judicial Behavior, University of Illinois Law Review 101 (2011)
- Money, Politics, and Impartial Justice, 58, Duke Law Journal 623 (2009)
- Deterrence versus Brutalization: Capital Punishment’s Differing Impacts Among States, 104 Michigan Law Review 203 (2005)
- Murders of Passion, Execution Delays, and the Deterrence of Capital Punishment, 33 The Journal of Legal Studies 283 (2004)